# 青木町 (名古屋市)
青木町（あおきちょう）は、愛知県名古屋市中区の地名。

## 歴史

### 沿革
- 1947年（昭和22年）5月1日 - 中区奥田町・下奥田町・東田町の各一部により、同区青木町として成立[1]。
- 1977年（昭和52年）10月23日 - 新栄二丁目および同三丁目に編入され、廃止[2]。